# Орининський район
Ори́нинський райо́н — колишній район Кам'янецької і Проскурівської округ, Вінницької і Кам'янець-Подільської (Хмельницької) областей.

## Історія
Утворений 7 березня 1923 року з центром в Оринках у складі Кам'янецької округи Подільської губернії з частин Лянцкорунської, Маківської, Орининської, Ріхтерської і Циківської волостей.
19 листопада 1924 року приєднані села П'ятничани і Бурти зі складу Лянцкорунського району.
1 липня 1930 року Кам'янецька округа розформована, район перейшов до Проскурівської округи.
15 вересня 1930 після скасування округ підпорядковується безпосередньо Українській РСР.
27 лютого 1932 року увійшов до складу новоутвореної Вінницької області.
22 вересня 1937 переданий до складу новоутвореної Кам'янець-Подільської області.
Ліквідований 23 вересня 1959 року з передачею території до Кам'янець-Подільського району.